# Terytoria Północno-Zachodnie (kolonia)
Terytoria Północno-Zachodnie (ang. North-Western Territory) – region geograficzny w Ameryce Północnej administrowany przez Kompanię Północno-Zachodnią, a od 1821 roku przez Kompanię Zatoki Hudsona. Terytoria te rozciągały się na wschód od Ziemi Ruperta do Gór Skalistych. Na północy obejmowały także północnoamerykańskie wyspy na Oceanie Arktycznym. Południowa granica terytoriów początkowo była płynna i została uregulowana traktatem oregońskim w 1846 wzdłuż równoleżnika 49°N.
Pierwszy raz roszczenia do terytoriów północno-zachodnich złożyli Francuzi z Nowej Francji, tworząc na jej terytoriach La Compagnie du Nord, kompanię konkurencyjną w stosunku do Kompanii Zatoki Hudsona. Wraz z utratą kolonii francuskich na rzecz Wielkiej Brytanii, także i te terytoria przeszły pod administrację brytyjską, a ściślej, zostały wydzierżawione przez Kompanię Północno-Zachodnią mającą swą siedzibę w Montrealu. Po połączeniu się obu kompanii w 1821 roku całe terytorium przeszło pod administrację Kompanii Zatoki Hudsona. W 1868 Terytoria Północno-Zachodnie oraz Ziemia Ruperta zostały przejęte przez Kanadę. Na całej tej powierzchni utworzono Terytoria Północno-Zachodnie – terytorium Kanady.